# Telepadana
Telepadana era un'emittente televisiva locale analogica attiva negli Anni 80, la cui sede storica era Montichiari, in Via Tre Innocenti.
A metà degli anni 80 aveva rilevato un'altra emittente televisiva (VideoMantova-TeleEuropa) di Mantova, che è stata poi unificata a Telepadana.
Fra i programmi che trasmetteva vi erano telefilm e sit-com, film e cartoni animati e alcuni programmi di interesse locale, fra i quali "Un paese...e la sua gente" (ritratto di un paese della provincia di Brescia o Mantova), "Confidenze e convenienze" (contenitore del mattino con telefonate del pubblico da casa), "Le più belle lettere d'amore" (talk-show), "Videoincontri", "Tp1 notizie" (telegiornale), "Una canzone, una voce, un sorriso" (spettacolo serale), "Voi...Caterina e le stelle" (rubrica con la cartomante Caterina Peri Bertoldi).
Tra i direttori artistici che si sono succeduti: Achille Rizzi, Febo Conti e Walter Maria Calarco - direttore generale della società oltre che coautore e regista di tutti i programmi autoprodotti.
La sua programmazione era molto radicata sulla bassa bresciana e sul Garda, indirizzandosi complessivamente alle province di Brescia, Mantova, Cremona e Verona. La principale frequenza di diffusione era il canale 44 UHF da Monte Maddalena ed il canale 58 UHF (sopra la città di Brescia); poi ceduti all'allora Fininvest (oggi Mediaset) che successivamente lo cedette al gruppo a capo di Giorgio Tacchino che controllava le emittenti Telecity, Telestar, Italia 8.